# Жасмін М'ян
Жасмін М'ян (англ. Jasmine Mian; нар. 31 грудня 1989, Гвельф, провінція Онтаріо) — канадська борчиня вільного стилю, чемпіонка та срібна призерка Панамериканських чемпіонатів, бронзова призерка Кубку світу, чемпіонка та дворазова бронзова призерка чемпіонатів світу серед студентів, бронзова призерка Ігор Співдружності, учасниця Олімпійських ігор.

## Біографія
Спочатку у школі займалася легкою атлетикою (біг). Боротьбою почала займатися з 2004 року. Виступає за спортивний клуб «Kempenfelt Bay».
Працює асистентом викладача в університеті Калгарі, де вона отримує ступінь магістра наук в області експериментальної психології. Закінчила університет Брока, отримавши ступінь бакалавра мистецтв в області психології.
Краща подруга Еріки Вібе, з якою разом починали свій шлях в національній збірній у віці 16 років.

## Спортивні результати на міжнародних змаганнях

### Виступи на Олімпіадах
| Змагання                    | Збірна | Вагова категорія          | Місце |
| --------------------------- | ------ | ------------------------- | ----- |
| Літні Олімпійські ігри 2016 | Канада | жіноча боротьба, до 48 кг | 12    |

### Виступи на Чемпіонатах світу
| Змагання                        | Збірна | Вагова категорія          | Місце |
| ------------------------------- | ------ | ------------------------- | ----- |
| Чемпіонат світу з боротьби 2014 | Канада | жіноча боротьба, до 48 кг | 23    |
| Чемпіонат світу з боротьби 2015 | Канада | жіноча боротьба, до 55 кг | 9     |
| Чемпіонат світу з боротьби 2017 | Канада | жіноча боротьба, до 48 кг | 7     |

### Виступи на Панамериканських чемпіонатах
| Змагання                                   | Збірна | Вагова категорія          | Місце  |
| ------------------------------------------ | ------ | ------------------------- | ------ |
| Панамериканський чемпіонат з боротьби 2010 | Канада | жіноча боротьба, до 48 кг | Срібло |
| Панамериканський чемпіонат з боротьби 2016 | Канада | жіноча боротьба, до 53 кг | Золото |

### Виступи на Кубках світу
| Змагання                    | Збірна | Вагова категорія          | Місце  |
| --------------------------- | ------ | ------------------------- | ------ |
| Кубок світу з боротьби 2013 | Канада | жіноча боротьба, до 48 кг | Бронза |

### Виступи на Іграх Співдружності
| Змагання                | Збірна | Вагова категорія          | Місце  |
| ----------------------- | ------ | ------------------------- | ------ |
| Ігри Співдружності 2014 | Канада | жіноча боротьба, до 48 кг | Бронза |

### Виступи на Чемпіонатах світу серед студентів
| Змагання                                        | Збірна | Вагова категорія          | Місце  |
| ----------------------------------------------- | ------ | ------------------------- | ------ |
| Чемпіонат світу з боротьби серед студентів 2010 | Канада | жіноча боротьба, до 48 кг | Бронза |
| Чемпіонат світу з боротьби серед студентів 2012 | Канада | жіноча боротьба, до 48 кг | Бронза |
| Чемпіонат світу з боротьби серед студентів 2014 | Канада | жіноча боротьба, до 48 кг | Золото |

### Виступи на інших змаганнях
| Змагання                                                | Збірна | Вагова категорія                 | Місце  |
| ------------------------------------------------------- | ------ | -------------------------------- | ------ |
| Гран-прі Німеччини з боротьби 2009                      | Канада | жіноча боротьба, до 48 кг        | 19     |
| Гран-прі Німеччини з боротьби 2011                      | Канада | жіноча боротьба, до 48 кг        | Бронза |
| Nordhagen Classics 2012                                 | Канада | жіноча боротьба, до 51 кг        | Золото |
| Меморіал Іона Корнеану 2012                             | Канада | жіноча боротьба, до 48 кг        | Золото |
| Кубок Канади з боротьби 2012                            | Канада | жіноча боротьба, до 48 кг        | Срібло |
| Об'єднаний турнір з 4 видів боротьби 2013               | Канада | Multiple Style Event, до LF48 кг | Золото |
| Austrian Ladies Open 2013                               | Канада | жіноча боротьба, до 48 кг        | Бронза |
| Франкомовні ігри 2013                                   | Канада | жіноча боротьба, до 48 кг        | Бронза |
| Міжнародний турнір Ньюйоркського атлетичного клубу 2013 | Канада | жіноча боротьба, до 48 кг        | Срібло |
| Nordhagen Classics 2013                                 | Канада | жіноча боротьба, до 48 кг        | Срібло |
| Міжнародний меморіал Дейва Шульца 2014                  | Канада | жіноча боротьба, до 48 кг        | 5      |
| Klippan Lady Open 2014                                  | Канада | жіноча боротьба, до 48 кг        | 21     |
| Гран-прі Німеччини з боротьби 2014                      | Канада | жіноча боротьба, до 48 кг        | 5      |
| Кубок Бразилії з боротьби 2014                          | Канада | жіноча боротьба, до 48 кг        | Золото |
| Nordhagen Classics 2015                                 | Канада | жіноча боротьба, до 53 кг        | Срібло |
| Гран-прі «Іван Яригін» 2015                             | Канада | жіноча боротьба, до 48 кг        | 5      |
| Klippan Lady Open 2015                                  | Канада | жіноча боротьба, до 48 кг        | 7      |
| Кубок Канади з боротьби 2015                            | Канада | жіноча боротьба, до 53 кг        | Золото |
| Міжнародний меморіал Білла Фаррелла 2015                | Канада | жіноча боротьба, до 48 кг        | Бронза |
| Тестовий турнір UWW 2016                                | Канада | жіноча боротьба, до 48 кг        | Бронза |
| Київський Міжнародний турнір з боротьби 2016            | Канада | жіноча боротьба, до 48 кг        | Бронза |
| Klippan Lady Open 2016                                  | Канада | жіноча боротьба, до 48 кг        | Срібло |
| Klippan Lady Open 2017                                  | Канада | жіноча боротьба, до 48 кг        | Срібло |
| Відкритий чемпіонат Монголії з боротьби 2017            | Канада | жіноча боротьба, до 48 кг        | Срібло |
| Кубок Канади з боротьби 2017                            | Канада | жіноча боротьба, до 53 кг        | Золото |
| Гран-прі Іспанії з боротьби 2017                        | Канада | жіноча боротьба, до 53 кг        | Срібло |

### Виступи на змаганнях молодших вікових груп
| Змагання                                      | Збірна | Вагова категорія          | Місце |
| --------------------------------------------- | ------ | ------------------------- | ----- |
| Чемпіонат світу з боротьби серед юніорів 2007 | Канада | жіноча боротьба, до 48 кг | 14    |